# Борец буйбинский
Борец буйби́нский (лат. Aconitum bujbense) — многолетнее травянистое растение, вид рода Борец (Aconitum) семейства Лютиковые (Ranunculaceae).

## Распространение и экология
Известен только из гумидных районов Западного Саяна. Эндемик. Описан со склонов долины р. Нижней Буйбы (ныне природный парк «Ергаки»). Обнаружен на хребтах Кулумысском Ергаки и Ойском.
Произрастает на субальпийских лугах, по берегам рек, ключей, озёр, в редколесьях у верхней границы, на горных высокотравных лугах.

## Ботаническое описание
Стебель высотой 100—140 см, прямой, внизу ребристый, голый, вверху покрытый мягкими прямыми, отстоящими, золотистыми волосками.
Прикорневые листья 15-25 см в диаметре, округлые или почковидные, почти до основания 3-рассечённые. Конечный и боковые сегменты до половины и более рассечены на 3-4 удлиненно-ромбические доли с крупнозубчатыми краями.
Сверху пластинка голая или с редкими прижатыми волосками, снизу опушение из длинных прямых волосков только по жилкам.

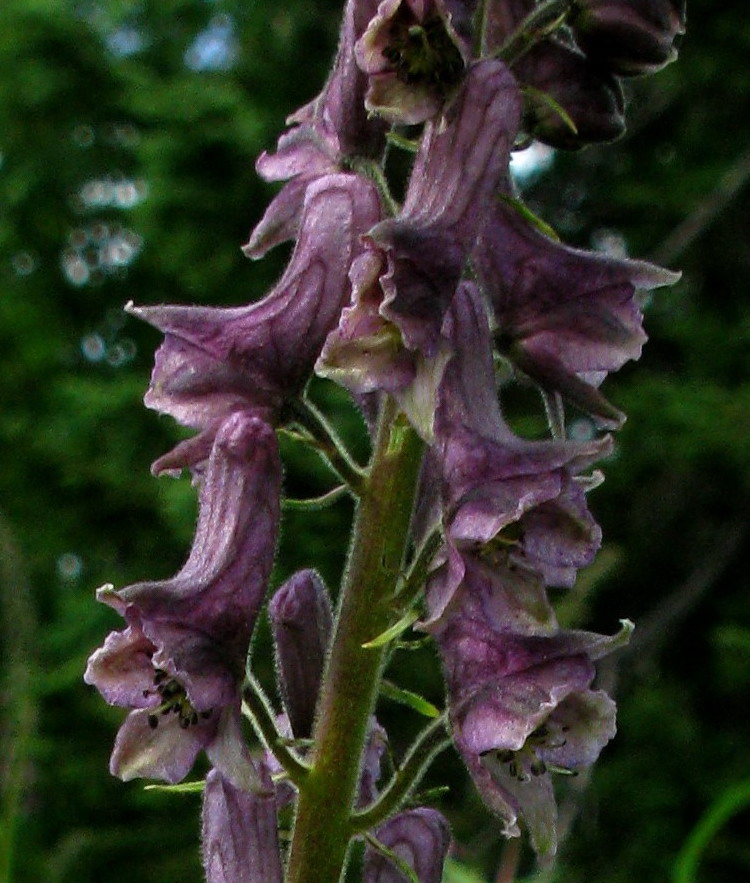
Часть соцветия растения у верхней границы леса. Западный Саян, парк «Ергаки».

Соцветие — более или менее густая (снизу редкая, от середины более плотная), простая, верхушечная кисть из грязно-пурпуров-фиолетовых цветков. Шлем почти конический, высотой 10-15 мм высотой, 3,5-4,5 мм шириной в верхней и средней части, книзу постепенно расширенный до 6,6—12 мм на уровне носика. Боковые доли околоцветника широкообратнояйцевидные, длиной 8,5-10,5 мм, шириной 8-9 мм; нижние доли околоцветника неравные — около 7-11,5 мм длиной и шириной около 3,5 и 4,5 мм. Нектарники прямые, 11-14 мм длиной. Шпорец 5,5-6,5 мм длиной, крючковидно изогнутый. Тычинки многочисленные, 6-8 мм длиной, от середины к основанию расширенные.

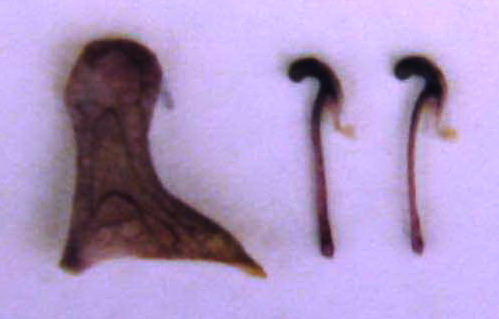
Части цветка: шлем и нектарник

Листовки в числе трёх, голые.

## Охранный статус
Борец буйбинский внесен в «Красные книгу Красноярского края» (2005). Охраняется в природном парке «Ергаки», национальном парке «Шушенский бор».

## Таксономия
Вид Борец буйбинский входит в род Борец (Aconitum) трибы Живокостные (Delphinieae) подсемейства Лютиковые (Ranunculoideae) семейства Лютиковые (Ranunculaceae) порядка Лютикоцветные (Ranunculales).
|  |                       |  |                                               |                                               |                                         |  | ещё четыре подсемейства (согласно Системе APG II) | ещё четыре подсемейства (согласно Системе APG II) |                                           |  |  |  | ещё 2 рода              | ещё 2 рода           |  |  |
|  |                       |  |                                               |                                               |                                         |  | ещё четыре подсемейства (согласно Системе APG II) | ещё четыре подсемейства (согласно Системе APG II) |                                           |  |  |  | ещё 2 рода              | ещё 2 рода           |  |  |
|  |                       |  |                                               | b1                                            |                                         |  |                                                   |                                                   | триба Живокостные                         |  |  |  |                         | вид Борец буйбинский |  |  |
|  |                       |  |                                               | b1                                            |                                         |  |                                                   |                                                   | триба Живокостные                         |  |  |  |                         | вид Борец буйбинский |  |  |
|  | порядок Лютикоцветные |  |                                               |                                               | подсемейство Лютиковые (Ranunculoideae) |  |                                                   |                                                   | род Борец, или Аконит                     |  |  |  |                         |                      |  |  |
|  | порядок Лютикоцветные |  |                                               |                                               |                                         |  |                                                   |                                                   |                                           |  |  |  |                         |                      |  |  |
|  |                       |  | ещё десять семейств (согласно Системе APG II) | ещё десять семейств (согласно Системе APG II) |                                         |  |                                                   | ещё восемь триб (согласно Системе APG II)         | ещё восемь триб (согласно Системе APG II) |  |  |  | ещё от 250 до 300 видов |                      |  |  |
|  |                       |  |                                               | ещё десять семейств (согласно Системе APG II) |                                         |  |                                                   |                                                   | ещё восемь триб (согласно Системе APG II) |  |  |  |                         |                      |  |  |